# Juan de Olmos
Juan de Olmos y González (Portillo, España, 1512-1579) fue un conquistador y encomendero castellano.
Participó en la conquista del Nuevo Reino de Granada(Hoy Colombia), posteriormente ocupó alta posición en la sociedad colonial.

## Biografía
Hijodalgo notorio por sangre, hermano del conquistador Alonso de Olmos.
Juan de Olmos se encontraba en Santa Marta en 1532 cuando el gobernador era el comerciante y banquero García de Lerma, nombrado por el Emperador Carlos V. Participó en la pacificación de diferentes tribus de la zona aledaña, como los taironas, coronados, darcinos, bondas, argollas, chairamas, chimilas y [aArahuacos]].
Se casó en 1551 con María Teresa Cerezo de Ortega Salazar, hermana de diferentes esposas de conquistadores y encomenderos.
Participó en las expediciones y conquista de la Sierra Nevada en la provincia de Santa Marta por tierra y río junto al conquistador Gonzalo Jiménez de Quesada. También parece que tomó parte en la expedición a la comarca de los taironas con el hijo del gobernador Fernández de Lugo, Alonso Luis Fernández de Lugo. Asimismo fue conquistador de la Grita y Mérida.
El 5 o 6 de abril de 1536 salió la expedición comandada por Jiménez de Quesada desde Santa Marta río arriba hacia ricos pueblos y provincias, así como hacia las tierras de Urapari (Orinoco), en las cuales había mucho interés. Partieron siete bergantines y en uno de ellos, en la segunda flotilla como jefe y capitán, estaba Juan Gallegos acompañado por Juan de Olmos, que participó socorriendo a otras dos embarcaciones deshabilitadas en la boca del río. Posteriormente su embarcación, junto a otras, se perdió y naufragó, por lo cual debió regresar a Cartagena y Santa Marta.

## Llegada a territorio muisca y fundación de Santafé
Olmos navegó con cinco bergantines río adentro después de haberse encontrado con soldados de tierra, luchando contra pueblos originarios todo el camino. Las calamidades, el calor y la guerra acabaron con los conquistadores, de 800 que salieron en la primera y segunda flotilla, solo sobrevivieron más o menos 177, quienes pasaron a descubrir, conquistar y poblar el Nuevo Reino de Granada, llamado así por Jiménez de Quesada. Participó en la fundación de la ciudad de Santafe de Bogotá y por esto le fue entregada la encomienda de Nemocón, Tasgatá, Tibitó y Pacho
Más tarde ejerció como Alguacil Mayor de Santafé y Capitán en la pacificación de la provincia de los mulos (Cuba).
A causa de las rebeliones de Gonzalo Pizarro, Alonso de Oyón y Lorpe de Aguirre, la Real Audiencia hizo un llamamiento de apoyo al que Juan de Olmos, como veterano conquistador, acudió con armas y caballos. Al final la rebelión fue sofocada y ejecutados sus caudillos conquistadores.
En su vejez ejerció como alcalde de San Vicente de Páez y fue nombrado Juez por la Real Audiencia. Fue dueño de la Hacienda El Chicó, en Santafé de Bogotá.